# 16. maj
16. maj je 136. dan leta (137. v prestopnih letih) v gregorijanskem koledarju. Ostaja še 229 dni.

## Dogodki
- 1568 – škotska kraljica Marija I. pobegne v Anglijo
- 1703 – Peter I. Veliki položi temeljni kamen Petropavlovske trdnjave, okoli katere so izgradili Sankt Peterburg
- 1770 – v Versaillesu se poročita Ludvik XVI. Francoski in Marija Antoaneta
- 1786 – razpuščen kapucinski samostan v Novem mestu
- 1851 – v Ljubljani prepovedano beraštvo
- 1857 – konzistorialna kongregacija potrdi razmejitev med sekovsko in lavantinsko škofijo
- 1860 – Davorin Jenko uglasbi pesem Naprej zastava slave
- 1916 – Združeno kraljestvo in Francija podpišeta Sykes-Pickotov sporazum
- 1920 – devica Ivana Orleanska (Jeanne d'Arc) razglašena za svetnico
- 1929 – prva podelitev nagrad Ameriške akademije za film, bolj znanih kot oskarjev
- 1941 – islandski parlament razglasi neodvisnost od Danske
- 1942 – Wehrmacht zavzame Kerč na Krimu
- 1943 – zadušena vstaja v varšavskem getu
- 1948 – Chaim Weizmann postane prvi predsednik Izraela
- 1960 – sovjetski voditelj Hruščov zahteva opravičilo zaradi vdora ameriškega vohunskega letala U-2 v sovjetski zračni prostor; konec pariškega sporazuma velikih štirih
- 1969 – sovjetsko plovilo Venera 5 pristane na Veneri
- 1975:
  - Indija si priključi zvezno državo Sikkim
  - Japonka Džunko Tabei kot prva ženska pripleza na Mount Everest
- 1997 – padec diktature Mobutuja Sese Seka v Zairu (današnji DR Kongo)

## Rojstva
- 1611 – Benedetto Odescalchi - Inocenc XI., papež italijanskega rodu († 1689)
- 1718 – Maria Gaetana Agnesi, italijanska matematičarka, filozofinja, jezikoslovka († 1799)
- 1763 – Louis-Nicolas Vauquelin, francoski kemik († 1829)
- 1788 – Friedrich Rückert, nemški pesnik, prevajalec († 1866)
- 1831 – David Edward Hughes, angleško-ameriški izumitelj († 1900)
- 1841 – Ivan Franke, slovenski slikar, ribiški strokovnjak († 1927)
- 1845 – Ilja Iljič Mečnikov, ruski mikrobiolog († 1916)
- 1871 – Ivan Jager, slovenski arhitekt († 1959)
- 1886 – Ernest Watson Burgess, ameriški sociolog († 1966)
- 1905 – Henry Jaynes Fonda, ameriški filmski igralec († 1982)
- 1909 – Luigi »Gigi« Villoresi, italijanski avtomobilski dirkač († 1997)
- 1920 – Marie-Louise-Jeanne Mourer - Martine Carol, francoska filmska igralka († 1967)
- 1935 – Carol Ann Warner - Carol Shields, kanadska pisateljica († 2003)
- 1943 – Marko Kravos, slovenski pesnik
- 1953 – Pierce Brendan Brosnan, irski filmski igralec
- 1955 – Olga Valentinovna Korbut, beloruska telovadka
- 1959 – Mare Winningham, ameriška igralka in pevka
- 1965 – Krist Anthony Novoselić, ameriški roker hrvaškega rodu
- 1966 – Janet Damita Jo Jackson, ameriška pevka
- 1967 – Virgil Widrich, avstrijski filmski režiser
- 1969 – Ari-Pekka Nikkola, finski smučarski skakalec
- 1970 – Gabriela Sabatini, argentinska tenisačica
- 1971 – Roman Pungartnik, slovenski rokometaš
- 1972 – Andrzej Duda, poljski politik in predsednik Poljske
- 1986 – Megan Fox, ameriška filmska in televizijska igralka

## Smrti
- 290 – Vu, prvi cesar dinastije Džin (* 236)
- 583 – Sveti Brendan, irski opat in morjeplovec (* 484)
- 1164 – Heloiza, francoska opatinja in učenjakinja (* 1101)
- 1182 – Ivan Komnen Vazances, bizantinski general (* 1132)
- 1207 – Ji Gong, kitajski budistični menih (* 1130)
- 1211 – Mješko IV. Krivonogi, opolski vojvoda, poljski nadvojvoda (* 1130)
- 1265 – Simon Stock, angleški puščavnik, svetnik
- 1375 – Liu Ji, kitajski filozof, državnik, pesnik (* 1311)
- 1669 – Pietro da Cortona, italijanski arhitekt, slikar (* 1596)
- 1703 – Charles Perrault, francoski pisatelj (* 1628)
- 1798 – Joseph Hilarius Eckhel, avstrijski numizmatik (* 1737)
- 1828 – sir William Congreve, angleški izumitelj (* 1772)
- 1830 – Joseph Fourier, francoski matematik, fizik (* 1768)
- 1884 – Ignac Kristijanović, hrvaški pisatelj, prevajalec (* 1796)
- 1891 – Ion Constantin Brătianu, romunski državnik (* 1821)
- 1920 – José Gómez Ortega - Joselito, španski bikoborec (* 1895)
- 1925 – Ivan Žolger, slovenski pravnik in diplomat (* 1867)
- 1926 – Mehmed VI., turški sultan (* 1861)
- 1932 – Franc Berneker, slovenski kipar (* 1874)
- 1953 – Jean Baptiste »Django« Reinhardt, romski kitarist (* 1910)
- 1957 – Eliot Ness, ameriški preiskovalec (* 1903)
- 1984 – Andrew Geoffrey »Andy« Kaufman, ameriški komik (* 1949)
- 1990 – Jim Henson, ameriški filmski producent (* 1936)
- 2004 – Marie Karoline »Marika« Rökk, madžarska plesalka, filmska igralka (* 1913)
- 2010 – Ronnie James Dio, ameriški glasbenik (* 1942)
- 2013 – Heinrich Rohrer, švicarski fizik, nobelovec 1986 (* 1933)

## Prazniki in obredi
- Irska – praznik sv. Brendana